# 2012 FC71
2012 FC71 est un petit astéroïde piégé dans une résonance de Kozai avec la Terre. 

## Découverte, orbite et propriétés physiques
2012 FC71 a été observé pour la première fois le 31 mars 2012 par Andrea Boattini dans le cadre du Mount Lemmon Survey. Son orbite est caractérisée par une faible excentricité (0,088), une faible inclinaison (4,97°) et un demi-grand axe proche de celui de la Terre (0,9895 ua). C'est un astéroïde Aton géocroiseur. En date du 11 mai 2013, son orbite est basée sur 35 observations couvrant un arc de 21 jours. 

## Résonateur de Kozai et future évolution orbitale
2012 FC71 est bloqué dans une résonance de Kozai et, par conséquent, son évolution orbitale est très lente et il restera relativement non perturbé pendant des centaines de milliers d'années. Il a eu une rencontre rapprochée avec la Terre le 18 avril 2012, à 0,076 unité astronomique, et une autre le 17 mai 2013, à 0,0581 unité astronomique. 

## Origine
Il pourrait provenir de la région de Vénus-Terre-Mars ou de la ceinture principale d'astéroïdes, à l'instar d'autres objets proches de la Terre, puis serait passé par la classe des Amor avant d'entrer dans la région co-orbitale de la Terre. 